# Oznaczenie EPL
Oznaczenie EPL lub oznakowanie EPL (Equipment Protection Level) integruje Dyrektywę ATEX z normami międzynarodowymi IEC w zakresie wyznaczania stref i kategorii dla urządzeń pracujących w strefach zagrożenia wybuchem. Standard ten wprowadza ocenę ryzyka jako alternatywną, ale nie zamienną metodę doboru urządzeń pod kątem poziomu ich zabezpieczeń. Jednocześnie wskazuje nieodłączne ryzyko zapłonu atmosfery wybuchowej, niezależnie od rodzaju zastosowanej ochrony przeciwwybuchowej, w przeciwieństwie do tradycyjnych oznaczeń, które oparte są na prawdopodobieństwie i częstotliwości występowania atmosfery wybuchowej.

## Cel wprowadzenia oznaczenia EPL
W zakresie bezpieczeństwa wybuchowego dyrektywa ATEX (94/9/WE) jest dokumentem nadrzędnym w Unii Europejskiej, ale jej obligatoryjne stosowanie ogranicza się tylko do jej obszaru. W związku z tym wszystkie wprowadzane na rynek europejski urządzenia przeznaczone do pracy w strefach zagrożonych wybuchem muszą posiadać deklarację zgodności producenta potwierdzającą wypełnienie zasadniczych wymagań powyższej dyrektywy (w deklaracji zgodności, producent odwołuje się do norm zharmonizowanych, a w stosownych przypadkach do dokumentów wydawanych przez jednostki notyfikowane, w tym również certyfikatu badań typu WE)
Poza UE, każdy kraj we własnym zakresie reguluje kwestie dopuszczeń urządzeń przeciwwybuchowych na swój rynek wewnętrzny. Te z nich, które przystąpiły do schematu IECEx, przy braku własnego kompletnego systemu oceny zgodności, dopuszczają potwierdzanie poprawności konstrukcji urządzeń przeciwwybuchowych według standardów tam określonych.
Ze względu na zbyt dużą kombinację różnych rodzajów zabezpieczeń stosowanych w urządzeniach przeznaczonych do pracy w strefach zagrożenia wybuchem, niezbędne stało się oznaczenie poziomu ochrony w sposób zrozumiały dla odbiorców na całym świecie. Odpowiedni dobór urządzenia przeznaczonego do eksploatacji w strefie zagrożonej wybuchem musi uwzględniać bowiem pełną jego funkcjonalność, wszystkie przewidywane warunki otoczenia i odpowiednie warunki wynikające z normalnej pracy oraz spodziewanych stanów awaryjnych. Termin EPL został wprowadzony do normy IEC 60079-14:2007 jako nowa metoda oceny ryzyka, umożliwiająca wszystkim użytkownikom spoza Europy dobrać urządzenia Ex europejskich producentów w sposób zdecydowanie łatwiejszy, gdyż ponieważ wprowadził wspomnianą wyżej integrację systemów ATEX i IEC.

## Relacje między EPL i różnymi strefami zagrożenia wybuchem
| KATEGORIA URZĄDZENIA (ATEX) | EPL   | STREFA                         |
| --------------------------- | ----- | ------------------------------ |
| 1G/1D                       | Ga/Da | 0/20                           |
| 2G/2D                       | Gb/Db | 1/21                           |
| 3G/3D                       | Gc/Dc | 2/22                           |
| M1                          | Ma    | Urządzenie może pracować*      |
| M2                          | Mb    | Urządzenie musi być wyłączone* |

*- w obecności atmosfery wybuchowej